# Premi Unión de Actores a la millor actriu protagonista de teatre
El Premi a la millor actriu protagonista en la seva secció de teatre lliurat per la Unión de Actores y Actrices reconeix la millor interpretació d'una actriu principal dins d'una obra de teatre. Es ve lliurant des de 2002, ja que entre 1991 i 2001 es va lliurar un únic premi al millor interpretació protagonista, sense distingir entre masculina i femenina.

### Dècada de 2000
| Guanyadora | Candidates                                                              | |
| 2002       | 2002                                                                    | 2002                                                                                                 |
| ---------- | ----------------------------------------------------------------------- | --- |
|            | Kiti Mánver (1) per El matrimonio de Boston                             | - Carme Elias per La gaviota - María Adánez per El príncipe y la corista                             |
| 2003       |                                                                         | |
|            | Gloria Muñoz (1) per Las bicicletas son para el verano (obra de teatre) | - Elisa Matilla per El burlador de Sevilla - Pepa Pedroche per La celosa de sí misma                 |
| 2004       |                                                                         | |
|            | Blanca Portillo (1) per La hija del aire                                | - Cristina Marcos per El método Grönholm - Núria Espert per La celestina                             |
| 2005       |                                                                         | |
|            | Kiti Mánver (2) per La retirada de Moscú                                | - Silvia Abascal per Historia de una vida - Luisa Martín per Historia de una vida                    |
| 2006       |                                                                         | |
|            | Cristina Marcos per El método Grönholm                                  | - Julieta Serrano per Así es (si así os parece) - Montserrat Carulla per Barcelona (mapa de sombras) |
| 2007       |                                                                         | |
|            | Vicky Peña per Homebody Kabul                                           | - Ana Belén pe Fedra - Blanca Portillo per Barroco                                                   |
| 2008       |                                                                         | |
|            | Carmen Machi per La tortuga de Darwin                                   | - Núria Espert per Hay que purgar a Totó - Nuria Gallardo per Sonata de otoño                        |
| 2009       |                                                                         | |
|            | Rosa Maria Sardà por La casa de Bernarda Alba                           | - Núria Espert per La casa de Bernarda Alba - Consuelo Trujillo per Bodas de sangre                  |

### Dècada de 2010
| Guanyadora | Candidates                                 |                                                                                      |
| 2010       | 2010                                       | 2010                                                                                 |
| ---------- | ------------------------------------------ | ------------------------------------------------------------------------------------ |
|            | Gloria Muñoz (2) per Todos eran mis hijos  | - Núria Espert per La violación de Lucrecia - Concha Velasco per La vida por delante |
| 2011       |                                            |                                                                                      |
|            | Asunción Balaguer per El pisito            | - África Gozalbes per Toc toc - Ana Gracia per Comedia y sueño                       |
| 2012       |                                            |                                                                                      |
|            | Blanca Portillo (2) per La vida es sueño   | - Vicky Peña per El diccionario - Amparo Baró per Agosto (Condado de Osage)          |
| 2013       |                                            |                                                                                      |
|            | Kiti Mánver (3) per Las heridas del viento | - Aitana Sánchez-Gijón per La Chunga - Ana Gracia per Comedia y sueño                |
| 2014       |                                            |                                                                                      |
|            | Inma Cuevas per Constelaciones             | - África Gozalbes per Toc toc - Asunción Balaguer per Una vida robada                |
| 2015       |                                            |                                                                                      |
|            | Bárbara Lennie per La clausura del amor    | - Ana Belén per Medea - Aitana Sánchez-Gijón per Medea                               |
| 2016       |                                            |                                                                                      |
|            | Consuelo Trujillo per Criatura             | - Alicia Borrachero per Tierra de fuego - Aitana Sánchez-Gijón per La rosa tatuada   |
| 2017       |                                            |                                                                                      |
|            | Blanca Portillo (3) per El cartógrafo      | - Clara Sanchis per Una habitación propia - María Hervás per Iphigenia en Vallecas   |
| 2018       |                                            |                                                                                      |
|            | Laura Toledo per La voz dormida            | - Bárbara Lennie per El tratamiento - Susana Hernáiz per La extraña pareja           |